# STCC 2016
La stagione 2016 dello Scandinavian Touring Car Championship è stata la settima edizione del campionato e la quarta dalla fusione con TTA – Racing Elite League. È iniziata il 1º maggio all'aeroporto Skövde ed è terminata il 24 settembre al Ring Knutstorp.

## Piloti e scuderie
| Scuderia                      | Vettura                | #  | Pilota                 | Gare     |
| ----------------------------- | ---------------------- | -- | ---------------------- | -------- |
| PWR Racing - SEAT Dealer Team | SEAT León STCC         | 3  | Johan Kristoffersson   | 1-5, 7   |
| PWR Racing - SEAT Dealer Team | SEAT León STCC         | 37 | Daniel Haglöf          | 1-7      |
| PWR Racing - SEAT Dealer Team | SEAT León STCC         | 77 | Emma Kimiläinen        | 1, 3-5   |
| PWR Racing - SEAT Dealer Team | SEAT León STCC         | 86 | Philip Morin           | 6-7      |
| Flash Engineering             | Saab 9-3               | 8  | Björn Wirdheim         | 2-7      |
| Flash Engineering             | Saab 9-3               | 9  | Reuben Kressner        | 1-7      |
| Flash Engineering             | Saab 9-3               | 24 | Linus Ohlsson          | 1        |
| Flash Engineering             | Nissan SE              | 24 | Linus Ohlsson          | 2-7      |
| Polestar Cyan Racing          | Volvo S60              | 11 | Robert Dahlgren        | 1-7      |
| Polestar Cyan Racing          | Volvo S60              | 12 | Richard Göransson      | 1-7      |
| Polestar Cyan Racing          | Volvo S60              | 13 | Carl Philip Bernadotte | 2-7      |
| Polestar Cyan Racing          | Volvo S60              | 33 | Scott McLaughlin       | 1        |
| Dacia Dealer Team             | Dacia SE               | 20 | Mattias Andersson      | 1-7      |
| Brovallen Design              | Ford Mondeo BD Edition | 28 | Rasmus Mårthen         | 1-2, 4-6 |

## Calendario
| Gara | Gara | Circuito               | Data         |
| ---- | ---- | ---------------------- | ------------ |
| 1    | G1   | STCC Volvo Race Skövde | 1º maggio    |
| 1    | G2   | STCC Volvo Race Skövde | 1º maggio    |
| 2    | G3   | Mantorp Park           | 26 maggio    |
| 2    | G4   | Mantorp Park           | 26 maggio    |
| 3    | G5   | Circuito di Anderstorp | 19 giugno    |
| 3    | G6   | Circuito di Anderstorp | 19 giugno    |
| 4    | G7   | Falkenbergs Motorbana  | 10 luglio    |
| 4    | G8   | Falkenbergs Motorbana  | 10 luglio    |
| 5    | G9   | Gelleråsen             | 14 agosto    |
| 5    | G10  | Gelleråsen             | 14 agosto    |
| 6    | G11  | Solvalla               | 3 settembre  |
| 6    | G12  | Solvalla               | 3 settembre  |
| 7    | G13  | Ring Knutstorp         | 24 settembre |
| 7    | G14  | Ring Knutstorp         | 24 settembre |

## Risultati e classifiche

### Gare
| Gara | Circuito               | Pole position        | Giro veloce          | Pilota vincitore     | Scuderia vincitrice           |
| ---- | ---------------------- | -------------------- | -------------------- | -------------------- | ----------------------------- |
| 1    | STCC Volvo Race Skövde | Robert Dahlgren      | Scott McLaughlin     | Robert Dahlgren      | Polestar Cyan Racing          |
| 2    | STCC Volvo Race Skövde |                      | Robert Dahlgren      | Richard Göransson    | Polestar Cyan Racing          |
| 3    | Mantorp Park           | Richard Göransson    | Richard Göransson    | Richard Göransson    | Polestar Cyan Racing          |
| 4    | Mantorp Park           |                      | Richard Göransson    | Robert Dahlgren      | Polestar Cyan Racing          |
| 5    | Circuito di Anderstorp | Johan Kristoffersson | Johan Kristoffersson | Johan Kristoffersson | PWR Racing - SEAT Dealer Team |
| 6    | Circuito di Anderstorp |                      | Björn Wirdheim       | Daniel Haglöf        | PWR Racing - SEAT Dealer Team |
| 7    | Falkenbergs Motorbana  | Rasmus Mårthen       | Emma Kimiläinen      | Richard Göransson    | Polestar Cyan Racing          |
| 8    | Falkenbergs Motorbana  |                      | Richard Göransson    | Richard Göransson    | Polestar Cyan Racing          |
| 9    | Gelleråsen             | Robert Dahlgren      | Robert Dahlgren      | Robert Dahlgren      | Polestar Cyan Racing          |
| 10   | Gelleråsen             |                      | Robert Dahlgren      | Björn Wirdheim       | Flash Engineering             |
| 11   | Solvalla               | Björn Wirdheim       | Philip Morin         | Daniel Haglöf        | PWR Racing - SEAT Dealer Team |
| 12   | Solvalla               |                      | Linus Ohlsson        | Linus Ohlsson        | Flash Engineering             |
| 11   | Ring Knutstorp         | Johan Kristoffersson | Johan Kristoffersson | Johan Kristoffersson | PWR Racing - SEAT Dealer Team |
| 12   | Ring Knutstorp         |                      | Robert Dahlgren      | Mattias Andersson    | Dacia Dealer Team             |

## Classifica

### Classifica piloti
| Pos. | Pilota                 | SKÖ | SKÖ | MAN | MAN | AND | AND | FAL | FAL | GEL | GEL | SOL | SOL | KNU | KNU | Punti |
| ---- | ---------------------- | --- | --- | --- | --- | --- | --- | --- | --- | --- | --- | --- | --- | --- | --- | ----- |
| 1    | Richard Göransson      | Rit | 1   | 1   | 2   | 3   | 2   | 1   | 1   | 4   | Rit | 4   | 3   | 2   | 4   | 307   |
| 2    | Robert Dahlgren        | 1   | 2   | 5   | 1   | 2   | 5   | Rit | Rit | 1   | 5   | Rit | 2   | 3   | 2   | 300   |
| 3    | Johan Kristoffersson   | 4   | 5   | 3   | Rit | 1   | 3   | 2   | 5   | SQ  | SQ  |     |     | 1   | 6   | 243   |
| 4    | Björn Wirdheim         |     |     | 2   | 4   | 5   | 4   | 4   | Rit | 5   | 1   | 2   | Rit | 4   | 3   | 220   |
| 5    | Daniel Haglöf          | Rit | 6   | 4   | 3   | 6   | 1   | 5   | Rit | 3   | 3   | 1   | Rit | 5   | 7   | 206   |
| 6    | Mattias Andersson      | 5   | 3   | 7   | 7   | 4   | 10  | Rit | 2   | 2   | 6   | 6   | 7   | 7   | 1   | 164   |
| 7    | Linus Ohlsson          | 3   | Rit | 8   | 6   | 8   | 7   | 3   | Rit | 6   | 8†  | Rit | 1   | 8   | Rit | 125   |
| 8    | Rasmus Mårthen         | 7   | 4   | 9   | 5   |     |     | 9   | 3   | 9   | 2   | 7   | 4   |     |     | 94    |
| 9    | Reuben Kressner        | 6   | Rit | Rit | NP  | 7   | 8   | 7   | Rit | 8   | 4   | 5   | Rit | 9   | 5   | 84    |
| 10   | Carl Philip Bernadotte |     |     | 6   | 8   | 10  | 9   | 8   | 4   | 10  | 7   | Rit | 6   | 6   | Rit | 78    |
| 11   | Emma Kimiläinen        | Rit | Rit |     |     | 9   | 6   | 6   | Rit | 7   | Rit |     |     |     |     | 59    |
| 12   | Philip Morin           |     |     |     |     |     |     |     |     |     |     | 3   | 5   | NP  | Rit | 50    |
| 13   | Scott McLaughlin       | 2   | Rit |     |     |     |     |     |     |     |     |     |     |     |     | 36    |
| Pos. | Pilota                 | SKÖ | SKÖ | MAN | MAN | AND | AND | FAL | FAL | GEL | GEL | SOL | SOL | KNU | KNU | Punti |

| Colore  | Risultato             |
| ------- | --------------------- |
| Oro     | Vincitore             |
| Argento | 2º posto              |
| Bronzo  | 3º posto              |
| Verde   | Finito a punti        |
| Blu     | Finito senza punti    |
| Viola   | Ritirato (Rit)        |
| Viola   | Non classificato (NC) |
| Rosso   | Non qualificato (NQ)  |
| Nero    | Squalificato (SQ)     |
| Bianco  | Non partito (NP)      |
| Bianco  | Non ha gareggiato     |
| Bianco  | Infortunato (INF)     |
| Bianco  | Escluso (ES)          |
| Bianco  | Gara cancellata (C)   |